# 弗里波特 (密歇根州)
弗里波特（英語：Freeport）是位於美國密歇根州巴里縣的一個村。

## 人口
根據2020年美國人口普查的數據，弗里波特的面積為2.06平方千米，當中陸地面積為2.05平方千米，而水域面積為0.01平方千米。當地共有人口542人，而人口密度為每平方千米263人。